# Nicolás Fasolino
Nicolás Kardinal Fasolino (* 3. Januar 1887 in Buenos Aires; † 13. August 1969 in Santa Fe) war ein argentinischer Geistlicher. Er war von 1932 bis zu seinem Tod Erzbischof von Santa Fe und ab 1967 Kardinal.

## Leben
Nicolás Fasolino studierte im Priesterseminar von Buenos Aires und an der Päpstlichen Universität Gregoriana in Rom die Fächer Philosophie und Katholische Theologie. Er empfing am 28. Oktober 1909 das Sakrament der Priesterweihe und arbeitete anschließend als Gemeindepriester im Erzbistum Buenos Aires. Darüber hinaus unterrichtete er im Zentrum für Religiöse Studien in Buenos Aires. Auch versah er verschiedene Aufgaben in der Diözesanverwaltung.
Am 20. Oktober 1932 übertrug ihm Papst Pius XI. die Leitung des Bistums Santa Fe in Argentinien. Die Bischofsweihe spendete ihm am 21. Dezember 1932 Filippo Cortesi, Apostolischer Nuntius in Argentinien; Mitkonsekratoren waren der spätere Kardinal Santiago Luis Copello, Erzbischof von Buenos Aires, sowie Fortunato Devoto, Weihbischof in Buenos Aires. Mit der Erhebung der Diözese Santa Fe zum Erzbistum wurde er auch deren erster Erzbischof. Er gründete die Katholische Universität von Santa Fe. Nicolás Fasolino nahm in den Jahren 1962 bis 1965 an allen vier Sitzungsperioden des Zweiten Vatikanischen Konzils als Konzilsvater teil.
Papst Paul VI. nahm ihn am 26. Juni 1967 als Kardinalpriester mit der Titelkirche Beata Maria Vergine Addolorata a piazza Buenos Aires in das Kardinalskollegium auf. Nicolás Fasolino starb am 13. August 1969 in Santa Fe und wurde in der dortigen Kathedrale bestattet.